# Mecze reprezentacji Polski w piłce nożnej mężczyzn prowadzonej przez Paulo Sousę
Zestawienie spotkań reprezentacji Polski pod wodzą Paulo Sousy.
 Kadencja Paulo Sousy na stanowisku selekcjonera reprezentacji Polski, trwała od 21 stycznia 2021 do 29 grudnia 2021 roku.

## Oficjalne międzynarodowe spotkania
| Nr | Przeciwnik | Miejsce    | Data                 | Impreza         | Wynik (Polska – przeciwnik) | Przypisy    |
| -- | ---------- | ---------- | -------------------- | --------------- | --------------------------- | ----------- |
| 1  | Węgry      | Budapeszt  | 25 marca 2021        | elim. MŚ 2022   | 3:3                         | [ 3 ] [ 4 ] |
| 2  | Andora     | Warszawa   | 28 marca 2021        | elim. MŚ 2022   | 3:0                         | [ 5 ]       |
| 3  | Anglia     | Londyn     | 31 marca 2021        | elim. MŚ 2022   | 1:2                         | [ 6 ]       |
| 4  | Rosja      | Wrocław    | 1 czerwca 2021       | mecz towarzyski | 1:1                         | [ 7 ]       |
| 5  | Islandia   | Poznań     | 8 czerwca 2021       | mecz towarzyski | 2:2                         | [ 8 ]       |
| 6  | Słowacja   | Petersburg | 14 czerwca 2021      | EURO 2020       | 1:2                         | [ 9 ]       |
| 7  | Hiszpania  | Sewilla    | 19 czerwca 2021      | EURO 2020       | 1:1                         | [ 10 ]      |
| 8  | Szwecja    | Petersburg | 23 czerwca 2021      | EURO 2020       | 2:3                         | [ 11 ]      |
| 9  | Albania    | Warszawa   | 2 września 2021      | elim. MŚ 2022   | 4:1                         | [ 12 ]      |
| 10 | San Marino | Serravalle | 5 września 2021      | elim. MŚ 2022   | 7:1                         | [ 13 ]      |
| 11 | Anglia     | Warszawa   | 8 września 2021      | elim. MŚ 2022   | 1:1                         | [ 14 ]      |
| 12 | San Marino | Warszawa   | 9 października 2021  | elim. MŚ 2022   | 5:0                         | [ 15 ]      |
| 13 | Albania    | Tirana     | 12 października 2021 | elim. MŚ 2022   | 1:0                         | [ 16 ]      |
| 14 | Andora     | Andora     | 12 listopada 2021    | elim. MŚ 2022   | 4:1                         | [ 17 ]      |
| 15 | Węgry      | Warszawa   | 15 listopada 2021    | elim. MŚ 2022   | 1:2                         | [ 18 ]      |

## Bilans
|                 | zwycięstwa | remisy | porażki |
| ogółem          | 6          | 5      | 4       |
| dom             | 3          | 3      | 1       |
| wyjazd          | 3          | 2      | 1       |
| neutralny teren | –          | –      | 2       |

|                 | strzelone | stracone |
| ogółem          | 37        | 20       |
| dom             | 17        | 7        |
| wyjazd          | 17        | 8        |
| neutralny teren | 3         | 4        |

|      | zwycięstwa | remisy | porażki |
| 2021 | 6          | 5      | 4       |

|      | strzelone | stracone |
| 2021 | 37        | 20       |

## Strzelcy
| Lp | Piłkarz             | Gole     |
| -- | ------------------- | -------- |
| 1. | Robert Lewandowski  | 11       |
| 2. | Karol Świderski     | 6        |
| 3. | Adam Buksa          | 5        |
| 4. | Karol Linetty       | 3        |
| 5. | Kamil Jóźwiak       | 2        |
| 5. | Krzysztof Piątek    | 2        |
| 7. | Tomasz Kędziora     | 1        |
| 7. | Grzegorz Krychowiak | 1        |
| 7. | Arkadiusz Milik     | 1        |
| 7. | Jakub Moder         | 1        |
| 7. | Damian Szymański    | 1        |
| 7. | Jakub Świerczok     | 1        |
| 7. | Piotr Zieliński     | 1        |
| 7. | Cristian Brolli     | 1 (sam.) |

## Występy piłkarzy w kadrze za kadencji Paulo Sousy
| Lp         | Piłkarz                | Data urodzenia       | Występy   | Bramki    | Kartki żółte/czerwone | Ogólna liczba meczów w kadrze (bramki) |
| Bramkarze  | Bramkarze              | Bramkarze            | Bramkarze | Bramkarze | Bramkarze             | Bramkarze                              |
| ---------- | ---------------------- | -------------------- | --------- | --------- | --------------------- | -------------------------------------- |
| 1.         | Bartłomiej Drągowski٭  | 19 sierpnia 1997     | 0         | 0         | 0                     | 1                                      |
| 2.         | Łukasz Fabiański       | 18 kwietnia 1985     | 2         | 0         | 0                     | 57                                     |
| 3.         | Kamil Grabara٭         | 8 stycznia 1999      | 0         | 0         | 0                     | 0                                      |
| 4.         | Radosław Majecki       | 16 listopada 1999    | 1         | 0         | 0                     | 1                                      |
| 5.         | Karol Niemczycki٭      | 5 lipca 1999         | 0         | 0         | 0                     | 0                                      |
| 6.         | Łukasz Skorupski       | 5 maja 1991          | 1         | 0         | 0                     | 5                                      |
| 7.         | Wojciech Szczęsny      | 18 kwietnia 1990     | 13        | 0         | 0                     | 62                                     |
| Obrońcy    |                        |                      |           |           |                       |                                        |
| 1.         | Jan Bednarek           | 12 kwietnia 1996     | 10        | 0         | 2/0                   | 37 (1)                                 |
| 2.         | Bartosz Bereszyński    | 12 czerwca 1992      | 11        | 0         | 1/0                   | 39                                     |
| 3.         | Matty Cash             | 7 sierpnia 1997      | 2         | 0         | 1/0                   | 2 (0)                                  |
| 4.         | Paweł Dawidowicz       | 20 maja 1995         | 7         | 0         | 0                     | 8                                      |
| 5.         | Kamil Glik             | 3 lutego 1988        | 11        | 0         | 2/0                   | 90 (6)                                 |
| 6.         | Robert Gumny           | 4 czerwca 1998       | 1         | 0         | 0                     | 2                                      |
| 7.         | Michał Helik           | 9 września 1995      | 7         | 0         | 1/0                   | 7                                      |
| 8.         | Tomasz Kędziora        | 11 czerwca 1994      | 5         | 1         | 1/0                   | 26 (1)                                 |
| 9.         | Kamil Piątkowski       | 21 czerwca 2000      | 3         | 0         | 0                     | 3                                      |
| 10.        | Tymoteusz Puchacz      | 23 stycznia 1999     | 10        | 0         | 3/0                   | 10                                     |
| 11.        | Arkadiusz Reca         | 17 czerwca 1995      | 2         | 0         | 0                     | 14                                     |
| 12.        | Maciej Rybus           | 19 sierpnia 1989     | 8         | 0         | 0                     | 66 (2)                                 |
| 13.        | Sebastian Walukiewicz٭ | 5 kwietnia 2000      | 0         | 0         | 0                     | 3                                      |
| Pomocnicy  |                        |                      |           |           |                       |                                        |
| 1.         | Rafał Augustyniak      | 14 października 1993 | 1         | 0         | 0                     | 1                                      |
| 2.         | Przemysław Frankowski  | 12 kwietnia 1995     | 12        | 0         | 0                     | 22 (1)                                 |
| 3.         | Kamil Grosicki         | 8 czerwca 1988       | 3         | 0         | 0                     | 83 (17)                                |
| 4.         | Kamil Jóźwiak          | 22 kwietnia 1998     | 13        | 2         | 1/0                   | 22 (3)                                 |
| 5.         | Jakub Kamiński         | 5 czerwca 2002       | 1         | 0         | 0                     | 1 (0)                                  |
| 6.         | Bartosz Kapustka٭      | 23 grudnia 1996      | 0         | 0         | 0                     | 14 (3)                                 |
| 7.         | Michał Karbownik٭      | 13 marca 2001        | 0         | 0         | 0                     | 3                                      |
| 8.         | Mateusz Klich          | 13 czerwca 1990      | 8         | 0         | 3/0                   | 38 (2)                                 |
| 9.         | Sebastian Kowalczyk٭   | 22 sierpnia 1998     | 0         | 0         | 0                     | 0                                      |
| 10.        | Kacper Kozłowski       | 16 października 2003 | 6         | 0         | 0                     | 6                                      |
| 11.        | Grzegorz Krychowiak    | 29 stycznia 1990     | 11        | 1         | 6/1                   | 86 (5)                                 |
| 12.        | Karol Linetty          | 2 lutego 1995        | 10        | 3         | 2/0                   | 40 (5)                                 |
| 13.        | Jakub Moder            | 7 kwietnia 1999      | 12        | 1         | 1/0                   | 18 (2)                                 |
| 14.        | Przemysław Płacheta    | 23 marca 1998        | 5         | 0         | 0                     | 7                                      |
| 15.        | Bartosz Slisz          | 29 marca 1999        | 1         | 0         | 0                     | 1 (0)                                  |
| 16.        | Damian Szymański       | 16 czerwca 1995      | 3         | 1         | 1/0                   | 7 (1)                                  |
| 17.        | Sebastian Szymański    | 10 maja 1999         | 1         | 0         | 0                     | 11 (1)                                 |
| 18.        | Nicola Zalewski        | 23 stycznia 2002     | 1         | 0         | 0                     | 1 (0)                                  |
| 19.        | Piotr Zieliński        | 20 maja 1994         | 10        | 1         | 0                     | 67 (7)                                 |
| Napastnicy |                        |                      |           |           |                       |                                        |
| 1.         | Adam Buksa             | 12 lipca 1996        | 5         | 5         | 1/0                   | 5 (5)                                  |
| 2.         | Dawid Kownacki         | 14 marca 1997        | 1         | 0         | 0                     | 7 (1)                                  |
| 3.         | Robert Lewandowski     | 21 sierpnia 1988     | 12        | 10        | 1/0                   | 128 (74)                               |
| 4.         | Arkadiusz Milik        | 28 lutego 1994       | 5         | 1         | 1/0                   | 61 (16)                                |
| 5.         | Krzysztof Piątek       | 1 lipca 1995         | 6         | 2         | 0                     | 21 (9)                                 |
| 6.         | Karol Świderski        | 23 stycznia 1997     | 14        | 6         | 1/0                   | 14 (6)                                 |
| 7.         | Jakub Świerczok        | 28 grudnia 1992      | 3         | 1         | 0                     | 6 (1)                                  |

٭ – piłkarze powołani przynajmniej na jedno zgrupowanie, którzy nie rozegrali żadnego meczu lub znaleźli się w szerokiej kadrze

## Szczegóły
| 25 marca 2021 20:45 CET | Węgry · Roland Sallai 6' · Ádám Szalai 52' · Willi Orbán 78' · Attila Fiola 8', 90+4' | 3:3(1:0) | Polska · 60' Krzysztof Piątek · 61' Kamil Jóźwiak · 82' Robert Lewandowski | Budapeszt, Puskás Aréna Widzów: bez udziału publiczności Sędzia: Felix Brych (Niemcy) |
|                         |                                                                                       |          |                                                                            |                                                                                       |

Węgry: Péter Gulácsi – Attila Fiola, Willi Orbán, Attila Szalai – Gergő Lovrencsics (66. Loïc Négo), László Kleinheisler, Ádám Nagy, Zsolt Kalmár (81. Dávid Sigér), Szilveszter Hangya (66. Ádám Lang) – Roland Sallai (72. Kevin Varga), Ádám Szalai.

Polska: Wojciech Szczęsny – Bartosz Bereszyński, Jan Bednarek, Michał Helik (58. Kamil Glik), Arkadiusz Reca (79. Maciej Rybus) – Sebastian Szymański (59. Kamil Jóźwiak), Grzegorz Krychowiak, Jakub Moder (59. Krzysztof Piątek), Piotr Zieliński – Robert Lewandowski, Arkadiusz Milik (84. Kamil Grosicki).
| 28 marca 2021 20:45 CEST | Polska · Robert Lewandowski 40', 55' · Karol Świderski 88' | 3:0(1:0) | Andora | Warszawa, Stadion Wojska Polskiego Widzów: bez udziału publiczności Sędzia: Erik Lambrechts (Belgia) |
|                          |                                                            |          |        | |

Polska: Wojciech Szczęsny – Bartosz Bereszyński (60. Paweł Dawidowicz), Kamil Glik, Kamil Piątkowski, Maciej Rybus (60. Kamil Grosicki) – Kamil Jóźwiak, Grzegorz Krychowiak, Arkadiusz Milik (60. Przemysław Płacheta), Piotr Zieliński (73. Kacper Kozłowski) – Robert Lewandowski (63. Karol Świderski), Krzysztof Piątek.

Andora: Iker Álvarez – Moisés San Nicolás, Christian García, Emili García, Albert Alavedra – Marc Pujol (58. Jordi Aláez), Marc Rebés (87. Márcio Vieira), Marc Vales, Marc Garcia (58. Joan Cervós) – Aaron Sánchez (87. Luigi San Nicolás), Cristian Martínez (74. Àlex Martínez).
| 31 marca 2021 20:45 CEST | Anglia · Harry Kane 19' (k) · Harry Maguire 86' | 2:1(1:0) | Polska · 58' Jakub Moder | Londyn, Stadion Wembley Widzów: bez udziału publiczności Sędzia: Björn Kuipers (Holandia) |
|                          |                                                 |          |                          |                                                                                           |

Anglia: Nick Pope – Kyle Walker, Harry Maguire, John Stones, Ben Chilwell – Kalvin Phillips, Declan Rice, Phil Foden (86. Reece James) – Mason Mount, Harry Kane (89 Dominic Calvert-Lewin), Raheem Sterling (90. Jesse Lingard).

Polska: Wojciech Szczęsny – Jan Bednarek, Kamil Glik, Michał Helik (54. Kamil Jóźwiak) – Bartosz Bereszyński, Grzegorz Krychowiak, Jakub Moder, Maciej Rybus (86. Arkadiusz Reca) – Karol Świderski (46. Arkadiusz Milik), Krzysztof Piątek (77. Rafał Augustyniak), Piotr Zieliński (87. Kamil Grosicki).
| 1 czerwca 2021 20:45 CEST | Polska · Jakub Świerczok 4' | 1:1(1:1) | Rosja · 58' Wiaczesław Karawajew | Wrocław, Stadion Wrocław Widzów: 19 297 Sędzia: Marco Guida (Włochy) |
|                           |                             |          |                                  |                                                                      |

Polska: Łukasz Fabiański – Tomasz Kędziora (56. Bartosz Bereszyński), Michał Helik, Kamil Piątkowski (57. Jan Bednarek), Tymoteusz Puchacz – Przemysław Frankowski (80. Karol Linetty), Grzegorz Krychowiak, Mateusz Klich (70. Kacper Kozłowski), Karol Świderski (67. Jakub Moder), Dawid Kownacki (56. Kamil Jóźwiak) – Jakub Świerczok.

Rosja: Anton Szunin (63. Matwiej Safonow) – Wiaczesław Karawajew, Andriej Siemionow (46. Igor Diwiejew), Gieorgij Dżykija, Fiodor Kudriaszow, Daler Kuziajew (67. Jurij Żyrkow) – Aleksiej Miranczuk (63. Rifat Żemaletdinow), Roman Zobnin, Magomied Ozdojew (57. Maksim Muchin), Aleksandr Gołowin – Artiom Dziuba (67. Anton Zabołotnyj).
| 8 czerwca 2021 18:00 CEST | Polska · Piotr Zieliński 34' · Karol Świderski 88' | 2:2(1:1) | Islandia · 26' Albert Guðmundsson · 47' Brynjar Ingi Bjarnason | Poznań, Stadion Miejski Widzów: 19 614 Sędzia: Balázs Berke (Węgry) |
|                           |                                                    |          |                                                                |                                                                     |

Polska: Wojciech Szczęsny – Tomasz Kędziora, Kamil Glik, Paweł Dawidowicz, Tymoteusz Puchacz (80. Maciej Rybus) – Przemysław Frankowski (64. Przemysław Płacheta), Jakub Moder, Grzegorz Krychowiak (64. Karol Linetty), Piotr Zieliński) (46. Kacper Kozłowski) – Robert Lewandowski (81. Karol Świderski), Jakub Świerczok (58. Kamil Jóźwiak).

Islandia: Rúnar Alex Rúnarsson (46. Ögmundur Kristinsson) – Alfons Sampsted, Hjörtur Hermannsson, Brynjar Ingi Bjarnason, Guðmundur Þórarinsson – Mikael Anderson (74. Gísli Eyjólfsson), Aron Gunnarsson (87. Kolbeinn Þórðarson), Andri Fannar Baldursson (78. Stefán Teitur Þórðarson), Birkir Bjarnason, Albert Guðmundsson (90. Jón Dagur Þorsteinsson) – Jón Daði Böðvarsson (84. Sveinn Aron Guðjohnsen).
| 14 czerwca 2021 18:00 CEST | Polska · Karol Linetty 46' · Grzegorz Krychowiak 22', 62' | 1:2(0:1)Raport | Słowacja · 18' (sam.) Wojciech Szczęsny · 69' Milan Škriniar | Petersburg, Stadion Kriestowskij Widzów: 12 862 Sędzia: Ovidiu Alin Hațegan (Rumunia) |
|                            |                                                           |                |                                                              |                                                                                       |

Polska: Wojciech Szczęsny – Bartosz Bereszyński, Kamil Glik, Jan Bednarek, Maciej Rybus (74. Tymoteusz Puchacz) – Karol Linetty (74. Przemysław Frankowski), Grzegorz Krychowiak, Mateusz Klich (85. Jakub Moder) – Kamil Jóźwiak, Robert Lewandowski, Piotr Zieliński (85. Karol Świderski).

Słowacja: Martin Dúbravka – Peter Pekarík (79. Martin Koscelník), Ľubomír Šatka, Milan Škriniar, Tomáš Hubočan – Lukáš Haraslín (87. Michal Ďuriš), Juraj Kucka, Jakub Hromada (79. Patrik Hrošovský), Róbert Mak (87. Tomáš Suslov) – Ondrej Duda (90. Ján Greguš), Marek Hamšík.
| 19 czerwca 2021 21:00 CEST | Hiszpania · Álvaro Morata 25' · Gerard Moreno 58' (k) | 1:1(1:0)Raport | Polska · 54' Robert Lewandowski | Sewilla, Estadio La Cartuja Widzów: 11 742 Sędzia: Daniele Orsato (Włochy) |
|                            |                                                       |                |                                 |                                                                            |

Hiszpania: Unai Simón – Marcos Llorente, Aymeric Laporte, Pau Torres, Jordi Alba – Koke (68. Pablo Sarabia), Rodri Hernández, Pedri González – Gerard Moreno (68. Fabián Ruiz), Álvaro Morata (87. Mikel Oyarzabal),  Dani Olmo (61. Ferran Torres).

Polska: Wojciech Szczęsny – Kamil Jóźwiak, Bartosz Bereszyński, Kamil Glik, Jan Bednarek (85. Paweł Dawidowicz), Tymoteusz Puchacz – Mateusz Klich (55. Kacper Kozłowski), Piotr Zieliński), Jakub Moder (85. Karol Linetty) – Karol Świderski (68. Przemysław Frankowski), Robert Lewandowski.
| 23 czerwca 2021 18:00 CEST | Szwecja · Emil Forsberg 2', 59' · Viktor Claesson 90+4' | 3:2(1:0)Raport | Polska · 61', 84' Robert Lewandowski | Petersburg, Stadion Kriestowskij Widzów: 14 252 Sędzia: Michael Oliver (Anglia) |
|                            |                                                         |                |                                      |                                                                                 |

Szwecja: Robin Olsen – Mikael Lustig (68. Emil Krafth), Victor Lindelöf, Marcus Danielson, Ludwig Augustinsson – Sebastian Larsson, Kristoffer Olsson, Albin Ekdal, Emil Forsberg (77. Viktor Claesson) – Robin Quaison (55. Dejan Kulusevski), Alexander Isak (68. Marcus Berg).

Polska: Wojciech Szczęsny – Bartosz Bereszyński, Kamil Glik, Jan Bednarek – Kamil Jóźwiak (61. Jakub Świerczok), Grzegorz Krychowiak (78. Przemysław Płacheta), Mateusz Klich (73. Kacper Kozłowski), Piotr Zieliński, Tymoteusz Puchacz (46. Przemysław Frankowski) – Karol Świderski, Robert Lewandowski.
| 2 września 2021 20:45 CEST | Polska · Robert Lewandowski 12' · Adam Buksa 44' · Grzegorz Krychowiak 54' · Karol Linetty 89' | 4:1(2:1) | Albania · 25' Sokol Çikalleshi | Warszawa, Stadion Narodowy Widzów: 38 254 Sędzia: Maurizio Mariani (Włochy) |
|                            |                                                                                                |          |                                |                                                                             |

Polska: Wojciech Szczęsny – Bartosz Bereszyński (33. Paweł Dawidowicz), Kamil Glik, Jan Bednarek, Maciej Rybus (81. Tymoteusz Puchacz) – Przemysław Frankowski (62. Karol Linetty), Jakub Moder, Grzegorz Krychowiak, Kamil Jóźwiak – Adam Buksa (81. Karol Świderski), Robert Lewandowski.

Albania: Etrit Berisha – Ardian Ismajli, Berat Djimsiti, Marash Kumbulla – Elseid Hysaj, Keidi Bare, Klaus Gjasula, Amir Abrashi (74. Endri Çekiçi), Rey Manaj (68. Bekim Balaj), Lorenc Trashi (67. Odise Roshi) – Sokol Çikalleshi (83. Myrto Uzuni).
| 5 września 2021 20:45 CEST | San Marino · Nicola Nanni 48' | 1:7(0:4) | Polska · 5', 21' Robert Lewandowski · 16' Karol Świderski · 44' Karol Linetty · 67', 90+2', 90+4' Adam Buksa | Serravalle, San Marino Stadium Widzów: 500 Sędzia: Mattias Gestranius (Finlandia) |
|                            |                               |          | |                                                                                   |

San Marino: Elia Benedettini – Alessandro D’Addario, Filippo Fabbri (66. Giacomo Conti), Cristian Brolli (46. Michele Cevoli), Dante Rossi (39. Fabio Tomassini), Andrea Grandoni – Lorenzo Lunadei, Enrico Golinucci, Marcello Mularoni – Nicola Nanni (73. Mirko Palazzi), Matteo Vitaioli (46. Adolfo Hirsch).

Polska: Wojciech Szczęsny (46. Łukasz Skorupski) – Tomasz Kędziora, Michał Helik, Kamil Piątkowski, Tymoteusz Puchacz (66. Nicola Zalewski) – Jakub Kamiński, Damian Szymański, Karol Linetty (79. Przemysław Frankowski), Jakub Moder (46. Bartosz Slisz) – Karol Świderski, Robert Lewandowski (46. Adam Buksa).
| 8 września 2021 20:45 CEST | Polska · Damian Szymański 90+2' | 1:1(0:0) | Anglia · 72' Harry Kane | Warszawa, Stadion Narodowy Widzów: 56 212 Sędzia: Daniel Siebert (Niemcy) |
|                            |                                 |          |                         |                                                                           |

Polska: Wojciech Szczęsny – Paweł Dawidowicz, Kamil Glik (80. Michał Helik), Jan Bednarek – Kamil Jóźwiak (80. Przemysław Frankowski), Karol Linetty, Grzegorz Krychowiak (68. Damian Szymański), Jakub Moder, Tymoteusz Puchacz (80. Maciej Rybus) – Adam Buksa (63. Karol Świderski), Robert Lewandowski.

Anglia: Jordan Pickford – Kyle Walker, John Stones, Harry Maguire, Luke Shaw – Raheem Sterling, Kalvin Phillips, Declan Rice, Mason Mount, Jack Grealish – Harry Kane.
| 9 października 2021 20:45 CEST | Polska · Karol Świderski 10' · Cristian Brolli 20' (sam.) · Tomasz Kędziora 50' · Adam Buksa 84' · Krzysztof Piątek 90' | 5:0(2:0) | San Marino | Warszawa, Stadion Narodowy Widzów: 56 128 Sędzia: Fran Jović (Chorwacja) |
|                                | |          |            |                                                                          |

Polska: Łukasz Fabiański (58. Radosław Majecki) – Robert Gumny, Michał Helik, Tomasz Kędziora – Przemysław Frankowski (65. Bartosz Bereszyński), Mateusz Klich (46. Krzysztof Piątek), Karol Linetty, Kacper Kozłowski, Przemysław Płacheta – Karol Świderski (72. Adam Buksa), Robert Lewandowski (66. Jakub Moder).

San Marino: Elia Benedettini – Manuel Battistini, Davide Simoncini, Cristian Brolli (74. Dante Rossi), Mirko Palazzi (52. Filippo Fabbri) – Marcello Mularoni, Luca Censoni (46. Andrea Grandoni), Alessandro Golinucci, Enrico Golinucci, Adolfo Hirsch (46. David Tomassini) – Matteo Vitaioli (75. Marco Bernardi).
| 12 października 2021 20:45 CEST | Albania | 0:1(0:0) | Polska · 77' Karol Świderski | Tirana, Arena Kombëtare Sędzia: Clément Turpin (Francja) |
|                                 |         |          |                              |                                                          |

Albania: Etrit Berisha - Elseid Hysaj, Ardian Ismajli, Marash Kumbulla, Frédéric Veseli - Keidi Bare (78. Enis Cokaj), Ylber Ramadani, Lorenc Trashi (65. Ermir Lenjani) - Myrto Uzuni (58. Armando Broja), Rey Manaj, Odise Roshi (78. Nedim Bajrami). 

Polska: Wojciech Szczęsny - Paweł Dawidowicz, Jan Bednarek (90. Michał Helik), Kamil Glik - Kamil Jóźwiak (71. Przemysław Frankowski),  Grzegorz Krychowiak, Jakub Moder (46. Mateusz Klich), Piotr Zieliński, Tymoteusz Puchacz (90. Bartosz Bereszyński) - Robert Lewandowski, Adam Buksa (71. Karol Świderski). 
| 12 listopada 2021 20:45 CET | Andora · Cucu 1' · Joan Cervós 45' | 1:4(1:3) | Polska · 5', 73' Robert Lewandowski · 11' Kamil Jóźwiak · 45+2' Arkadiusz Milik | Andora, Estadi Nacional Widzów: 1 049 Sędzia: John Beaton (Szkocja) |
|                             |                                    |          |                                                                                 |                                                                     |

Andora: Iker Álvarez - Moisés San Nicolás (84. Eric de Pablos), Max Llovera, Marc Vales (66. Christian García), Albert Alavedra, Joan Cervós - Ludovic Clemente (66. Àlex Martínez), Márcio Vieira, Marc Pujol (62. Albert Rosas), Jordi Aláez (84. Marc Garcia) - Cucu.

Polska: Wojciech Szczęsny - Bartosz Bereszyński, Kamil Glik, Maciej Rybus - Kamil Jóźwiak, Piotr Zieliński (86. Damian Szymański), Grzegorz Krychowiak (64. Karol Linetty), Mateusz Klich (64. Krzysztof Piątek), Przemysław Frankowski (63. Matty Cash) - Robert Lewandowski, Arkadiusz Milik (77. Karol Świderski). 
| 15 listopada 2021 20:45 CET | Polska · Karol Świderski 62' | 1:2(0:1) | Węgry · 37' András Schäfer · 80' Dániel Gazdag | Warszawa, Stadion Narodowy Widzów: 56 197 Sędzia: Tiago Bruno Lopes Martins (Portugalia) |
|                             |                              |          |                                                |                                                                                          |

Polska: Wojciech Szczęsny - Tomasz Kędziora, Paweł Dawidowicz, Jan Bednarek, Tymoteusz Puchacz (83. Przemysław Płacheta) - Matty Cash (46. Kamil Jóźwiak), Mateusz Klich, Karol Linetty (65. Przemysław Frankowski), Jakub Moder (46. Piotr Zieliński) - Krzysztof Piątek (65. Arkadiusz Milik), Karol Świderski.

Węgry: Dénes Dibusz - Ádám Lang, Attila Szalai, Attila Fiola, Zsolt Nagy, Loïc Négo, Ádám Nagy (90. Bálint Vécsei), Ádám Szalai (90. János Hahn), Kevin Varga (58. Dániel Gazdag), András Schäfer, Szabolcs Schön (72. Tamás Kiss).